# Teloglabrus duplospinosus
Teloglabrus duplospinosus är en tvåvingeart som beskrevs av Feijen 1983. Teloglabrus duplospinosus ingår i släktet Teloglabrus och familjen Diopsidae. Inga underarter finns listade i Catalogue of Life.